# Катастрофа DC-6 под Маунт-Кармелом
Катастрофа DC-6 под Маунт-Кармелом — авиационная катастрофа пассажирского самолёта Douglas DC-6 американской авиакомпании United Air Lines, произошедшая в четверг 17 июня 1948 года близ Маунт-Кармела (штат Пенсильвания), при этом погибли 43 человека.

## Самолёт
Douglas DC-6 модель 477-B с регистрационным номером NC37506 (встречается также некорректный вариант — N37506, заводской — 42871, серийный — 12) и именем Mainliner Utah был выпущен в марте 1947 года, а 25 марта поступил к заказчику — американской авиакомпании United Air Lines. Общая наработка лайнера составляла 1245 часов, в том числе 550 часов от последнего капитального ремонта, 87 часов от последней проверки по форме № 3 и 26 часов от последней проверки по форме № 2. Четыре поршневых авиационных двигателя были модели Pratt & Whitney R-2800 и оборудованы воздушными винтами производства Hamilton Standard модель 43D60-3. От момента последнего капитального ремонта двигатели № 1, 2 и 3 имели наработку 550 часов, двигатель № 4 — 187 часов. Наработка воздушного винта № 1 составляла 320 часов, у винта № 2 — 118 часов, а у винтов № 3 и 4 — по 467 часов.

## Экипаж
В кабине находился лётный экипаж в составе двух пилотов:
- Командир воздушного судна — 35-летний Джордж Уорнер—младший (англ. George Warner, Jr.), квалификацию пилота DC-6 получил 28 мая 1948 года. Имел общий лётный стаж 7310 часов, в том числе около 30 часов на самолётах DC-6.
- Второй пилот — 26-летний Ричард К. Шембер (англ. Richard C. Schember), квалификацию пилота DC-6 получил 12 июня 1947 года, а 14 марта 1948 прошёл дополнительные курсы, так как самолёт к тому времени претерпел изменения. Имел общий лётный стаж 3289 часов, в том числе около 129 часов на самолётах DC-6.

У второго пилота опыт работы на DC-6 больше, чем у командира, что было вызвано существовавшей в то время в авиакомпании политикой, когда в экипаж к командирам, недавно назначенным на новый тип самолёта, ставили более опытных вторых пилотов.
В салоне работали две стюардессы:
- 28-летняя Лорена Р. Берг (англ. Lorena R. Berg)
- 24-летняя Нэнси Л. Браун (англ. Nancy L. Brown)

## Катастрофа
В тот день самолёт выполнял трансконтинентальный рейс UA-624 по маршруту Сан-Диего — Лос-Анджелес — Чикаго — Нью-Йорк. Первые два этапа прошли нормально и в 09:52 авиалайнер приземлился в Чикаго. Здесь самолёту выполнили профилактический осмотр и по необходимости ремонт, а также произошла смена экипажа. Всего на борту находились 39 пассажиров, 4 члена экипажа, 2568 фунтов (1165 кг) груза и 1800 галлонов топлива, при этом вес и центровка не выходили за пределы установленного. В 10:44 рейс 624 вылетел из Чикаго и взял курс на Нью-Йорк, поднявшись до запланированной высоты 17 000 футов (5200 м).
В 11:55 командир судна связался с нью-йоркским аэропортом Ла Гуардия и доложил, что с самолётом всё «окей» и он может выполнять обратный рейс. В 12:25 было доложено о пролёте Филипсбурга, что в штате Пенсильвания и на удалении 500 миль (800 км) к востоку от Чикаго, а в 12:27 экипаж дал обычное подтверждение, что принял разрешение о снижении до высоты от 13 000 футов (4000 м) до 11 000 футов (3400 м).
Спустя всего четыре минуты, в 12:31 радист в аэропорту Ла Гуардия услышал, как кто-то, не называя себя, стал вызывать громко и срочно. Эту радиопередачу слышал и экипаж самолёта Douglas DC-3, который, как и борт NC37506, принадлежал авиакомпании United, но следовал позади рейса 624 и чуть ниже. Его экипаж разобрал в этой громкой радиопередаче вызовы «Нью-Йорк». Затем незнакомец после невнятной передачи сообщил: Выполняем аварийное снижение. После анализа воздушной обстановки стало понятно, что эта радиопередача была с рейса 624.
Согласно показаниям очевидцев на земле, на удалении 31 миля (50 км) северо-западнее места происшествия они увидели большой четырёхмоторный самолёт, который направлялся на юго-восток к Шамокину. Сохраняя юго-восточное направление, лайнер на высоте 4000 футов (1200 м) пролетел над аэропортом Санбери, после чего к северу от Шамокина и на высоте всего 500—1000 футов (150—300 м) от земли выполнил небольшой левый поворот, в сторону возвышающейся местности, где находились холмы высотой 900 футов (270 м), а через 5 миль (8,0 км) — около 1600 футов (490 м) и продолжали повышаться к востоку, хотя в стороне имелась подходящая местность для выполнения аварийной посадки. Пролетев Шамокин всего в 200 футов (61 м) от земли, «Дуглас» начал выполнять правый поворот с набором высоты. Затем при пролёте к северу от Маунт-Кармела крен начал быстро увеличиваться, после чего на высоте 1649 футов (503 м) над уровнем моря и на удалении 3 мили (4,8 км) к востоку-северо-востоку от города рейс 624 врезался в землю.
Авиалайнер упал на территории электрической подстанции, снеся трансформатор на 66 000 вольт и оборвав высоковольтные провода. Последовавший взрыв уничтожил самолёт, разбросав его обломки по площади размерами 580 футов (180 м) на 175 футов (53 м), а также убил всех 43 человек на борту. Отключение подстанции было зафиксировано на паровой электростанции в Кулпмонте, тем самым зафиксировав и время катастрофы — 12:41.

## Расследование

### Техническое состояние самолёта
Проверка записей в техническом журнале самолёта не обнаружила по нему никаких серьёзных замечаний, а на момент вылета из последних аэропортов самолёт был технически исправен. К тому же менее чем за час до катастрофы экипаж связывался с Нью-Йорком и докладывал, что авиалайнер в хорошем состоянии и пригоден для выполнения обратного полёта. Проверка двигателей не обнаружила в них никаких признаков отказа во время полёта, а характер повреждений воздушных винтов свидетельствовал, что при ударе о землю все четыре двигателя работали в нормальном режиме. Шасси в момент катастрофы были подняты и зафиксированы; положение закрылков определить не удалось ввиду сильного разрушения.

### Проверка противопожарных систем
В своём последнем радиосообщении экипаж доложил о выполнении аварийного снижения, что могло свидетельствовать о пожаре на борту. Катастрофа борта NC37506 была второй в истории самолёта DC-6, а первая произошла 8 месяцами ранее в Юте, причём тот также принадлежал United. Причиной той катастрофы был пожар, возникший из-за несовершенства системы перекачивания топлива и вентиляции топливных баков, когда излишек топлива вытекал через вентиляционные отверстия, а затем достигал системы подогрева салона, где и воспламенялся. После того происшествия авиакомпании оборудовали самолёты пожарными датчиками, а также установили углекислотные огнетушители.
При изучении обломков борта NC37506 были найдены шесть бутылей по 15 фунтов (6,8 кг) с CO2, которые находились в переднем грузовом отсеке. Эти бутыли были пусты, а их клапаны открыты, причём как показала экспертиза, их открыли ещё до удара о землю, то есть экипаж это сделал преднамеренно, пытаясь потушить пожар. Тогда были проверены все находящиеся в этом отсеке датчики пожарной сигнализации, но ни на одном из них не удалось найти следов сажи, дыма или воздействия огня. Проверка датчика дыма также не обнаружила в нём следов дыма. Да и вообще ни на одном из обломков самолёта не было найдено никаких следов пожара до столкновения с землёй, то есть пожара на борту на самом деле не было.
В то время довольно частыми были случаи срабатывания пожарных сигнализаций. В том числе только за первое полугодие (с 1 января по 30 июня) 1948 года на гражданских самолётах имели место 22 ложных срабатывания датчиков пожара в отсеках фюзеляжа и 285 ложных срабатываний датчиков задымления. Такие частые ложные срабатывания даже приводили к внеплановым посадкам, поэтому 28 апреля 1948 года Управление гражданской аэронавтики отправила всем операторам самолёта указания отключать датчики дыма, так как ложные срабатывания были вызваны нарушениями в самом устройстве, а не из-за неправильной установки или эксплуатации. На самолётах авиакомпании United с 1 января по начало мая 1948 года уже были 44 ложных предупреждений о пожаре, но датчики задымления однако отключать не стали, посчитав, что скоро их можно будет заменить на более надёжные.
При проверке обломков кабины была найдена панель ручного управления клапанами регулирования наддува давления в кабине, что находится справа от сидения второго пилота и с помощью регуляторов на ней можно изменять давление воздуха в кабине, а заодно и вентиляцией. Когда следователи изучили эту панель, то обнаружили, что ручки регуляторов стоят в положении, которое соответствует закрытым клапанам. Сами компрессоры наддува располагаются у внешних силовых установок (№ 1 и 4), а их экспертиза показала, что они в момент катастрофы не вращались, то есть были выключены. Почему экипаж их выключил во время полёта, определить не удалось. Между тем наддув самолёта необходим, ведь фюзеляж DC-6 на самом деле не совсем герметичен. Помимо этого, отсеки на самолёте также сообщаются, а потому воздух из грузового отделения может проникнуть в кабину и салон, то есть также могут проникнуть и дым, либо даже углекислый газ, если будут активированы углекислотные огнетушители. Чтобы в последнем случае концентрация углекислого газа в кабине не достигла опасного значения, существовал следующий порядок действий при пожаре:
1. Наддув кабины в «Выключено».
2. Аварийное регулирование давления — открыть полностью. Если сперва будет открыт перепускной клапан, то сработает сигнализация, так как будет опасность, что углекислый газ заполнит салон и кабину.
3. Переключатель очереди CO2 полностью включить.
4. Через 15 секунд после выбора очереди полностью опустошить её.
5. Немедленно начинать снижение до безопасной высоты.
6. Перед задействованием второй очереди сперва полностью переставить переключатель на неё, а затем опустошить очередь полностью.
7. Если возгорание ещё не удаётся взять под контроль — немедленно выполнять аварийную посадку.

### Изучение опасности отравления углекислым газом
После произошедшей 24 октября 1947 года катастрофы, упомянутой выше, а также аналогичного инцидента от 11 ноября того же года, все DC-6 были заземлены до завершения внесения необходимых изменений. При этом данные изменения были настолько существенны, что Управление гражданской аэронавтики приняло решение о повторной сертификации DC-6. В январе 1948 года была проведена серия лётных испытаний по проверке концентрации углекислого газа в кабине, как в одном из тестов концентрация достигла значений, достаточных, чтобы экипаж частично потерял дееспособность. Причём в этом тесте находились официальные представители Управления гражданской аэронавтики и Ассоциации гражданских пилотов, из-за чего этот момент даже не стали пытаться скрыть.
Тогда в салоне под полом и в задней части кабины установили дополнительные предохранительные клапаны, которые должны были усилить вентиляцию, тем самым снизив концентрацию опасного газа. После этого были проведены лётные испытания, в ходе которых самолёт выполнял снижение с 20 000 футов (6100 м) на скорости 300 узлов, когда у него в грузовом отсеке полностью опустошили сперва одну ёмкость с углекислотой, а через некоторое время и вторую. По результатам замеров концентрация углекислого газа в кабине составила уже 2 %, что было признано удовлетворительным, после чего 1 марта 1948 года был подписан сертификат о завершении испытаний. При этом, однако, в тестах не отрабатывались такие ситуации, как снижение в посадочной конфигурации (выпущены шасси и закрылки), то есть на пониженной скорости, а также одновременное открытие двух ёмкостей с углекислым газом. Система вентиляции не изменялась, был лишь переработан порядок действий при тушении пожара и указана опасность применения для тушения сразу нескольких очередей.
7 февраля 1948 года корпорация Douglas Aircraft Company заказала медицинские исследования о влиянии высокой концентрации углекислого газа на дееспособность экипажа, по полученным результатам которых было установлено, что при концентрации не выше 5 %, что является предельно, допускается работать не более 5 минут, так как иначе начинаться токсическое отравление, сопровождаемое раздражением глаз, слизистых носа и рта, появляется мышечная слабость, головокружение, теряется координация действий и даже может быть обморок. Результаты этих тестов на момент катастрофы у Маунт-Кармела ещё обрабатывались и не были опубликованы. Ассоциация пилотов в свою очередь 3 марта 1948 года выдала рекомендацию, чтобы у всех членов лётного экипажа гражданских самолётов были кислородные маски, дабы пилоты могли посадить самолёт даже при задымлении в кабине или при опасных концентрациях углекислого газа. 13 апреля Ассоциация направила в Управление гражданской аэронавтики ещё одно письмо с указанием на опасность отравления углекислым газом и необходимость наличия в кабине респираторов, при этом в качестве подкрепляющих аргументов к письму были приложены результаты медицинских исследований по этому вопросу. На момент катастрофы рейса 624 эти предложения ещё также лишь рассматривались.
Недостаточная изученность вопроса о том, какая концентрация углекислого газа является предельной для длительной работы приводило к ответвлению мнений о том, какая концентрация является предельной при полётах на больших высотах. Но всю опасность такой ситуации подтвердил случай от 13 мая 1948 года, когда на борту Lockheed Constellation авиакомпании Trans World Airlines, следовавшего на высоте 19 000 футов (5800 м), было ложное предупреждение о пожаре в переднем грузовом отсеке, поэтому были активированы углекислотные огнетушители. В результате углекислый газ проник в кабину, где достиг такой концентрации, что некоторые члены экипажа потеряли дееспособность, но, к счастью, всё же удалось совершить благополучную аварийную посадку на военном аэродроме в Чилликоте (штат Миссури). Информация об этом инциденте была доведена до Управления гражданской аэронавтики и Совета по гражданской авиации, а 9 июня провели лётные испытания на Lockheed L-049 Constellation, которые подтвердили, что концентрация углекислоты в воздухе в этой ситуации настолько велика, что как минимум один из членов экипажа может потерять дееспособность. Также операторам всех современных на то время самолётов, включая DC-6, разослали телеграммы об опасности размещения углекислотных огнетушителей в грузовых отделениях. Копия этой телеграммы была направлена и Douglas Aircraft Company, но оттуда ответили, что, согласно результатам тестов от января того же года, вентиляция на DC-6 работает на удовлетворительном уровне, а потому повторения ситуации, как на Lockheed Constellation, быть не должно. Этот ответ был отправлен 15 июня — за два дня до катастрофы борта NC37506.
Несмотря на такой ответ от «Дугласа», пилотам DC-6 была выслана рекомендация, чтобы при подозрениях на просачивание углекислого газа в кабину они использовали кислородные маски. В United как раз разрабатывали инструкции для своих экипажей, когда случилась катастрофа у Маунт-Кармела. После этого в Douglas Aircraft Company провели 59 различных тестов, в ходе которых при выполнении снижения с 20 000 футов (6100 м) задействовали пожарную систему в соответствии с инструкциями. Было установлено, что при снижении со скоростью 300 узлов максимальная концентрация в кабине достигала 4,2 %, да и то это было лишь в одном тесте, при этом на протяжении трёх минут средняя концентрация углекислого газа составляла примерно 2 %. Если же самолёт снижался со скоростью 160 узлов при выпущенных шасси и закрылках, то в случае использования огнетушителей по инструкции пиковая концентрация углекислоты в воздухе достигала уже 7,8 %, а средняя на протяжении шести минут, что длился тест, составляла 6,3 %, лишь примерно на уровне моря снизившись до 4,8 %.

### Анализ данных
При своей последней радиосвязи экипаж рейса 624 сообщил о начале выполнения аварийного снижения, то есть он действительно считал, что на борту пожар, а потому явно стал действовать по установленным для этой ситуации правилам, в том числе активировал углекислотные огнетушители. При этом проверка обломков показала, что пожара-то и не было, а срабатывание пожарной сигнализации было ложным. Далее прошло 10 минут, в ходе которых самолёт пролетел хорошо просматриваемый аэродром Санбери, направившись в сторону гор, где в принципе безопасную посадку нельзя выполнять. Это может означать одно — пилоты потеряли дееспособность из-за высокой концентрации углекислого газа в кабине, который просочился туда из грузового отделения после активации огнетушителей. Предохранительные клапаны для регулирования давления с салоном были закрыты, а значит, весь углекислый газ из грузового отсека пошёл в кабину.
Всё же при изучении обломков было определено, что пилоты на самом деле не полностью выполняли установленные процедуры, так как перед задействованием огнетушителей держали предохранительные клапаны закрытыми. Шасси во время снижения были убраны, а положение закрылков точно определить не удалось, но есть вероятность, что последние всё же были выпущены. В этом случае экипаж выполнял бы снижение со скоростью не около 300 узлов, с которой проводились сертификационные испытания, а почти вдвое ниже — 160 узлов, при которой, как показали проведённые позже испытания, даже в случае действия строго по инструкции в кабине всё равно образуется опасная концентрация углекислого газа.

### Причина катастрофы
1. Экипаж, самолёт и авиакомпания имели необходимые сертификаты.
2. Один или оба пилота во время радиопередачи в 12:31 сообщили диспетчеру в аэропорту Ла Гуардия, что активирован огнетушитель в переднем грузовом отсеке и начато аварийное снижение.
3. После снижения до малой высоты авиалайнер начал блуждать по курсу, направляясь в сторону возвышающейся местности, пока на удалении 3 мили (4,8 км) к востоку-северо-востоку от Маунт-Кармела не врезался в трансформатор и линию электропередачи на покрытом лесом горе.
4. После снижения самолёт на высоте 4000 футов (1200 м) пролетел над аэропортом Санбери, а в радиусе миль от траектории полёта и места происшествия были видны участки земли, которые позволяли совершить аварийную посадку.
5. После предупреждения о пожаре экипаж активировал как минимум один огнетушитель в находящемся под кабиной переднем грузовом отсеке.
6. Среди обломков были найдены шесть 15-фунтовых сосудов для CO2 и шесть выпускных клапанов, при этом все клапаны были отделены от сосудов, но из-за сильных повреждений не удалось точно определить, какие из них были открыты ещё во время полёта.
7. В момент столкновения с землёй аварийные регуляторы давления в кабине были закрыты, а механизм управления ими также был установлен на закрытое положение.
8. Не было найдено доказательств разрушения конструкции лайнера во время полёта или пожара на борту, а значит срабатывание пожарной сигнализации (см. п. 5) было ложным.
9. Существующий на то время аварийный перечень действий при задействовании противопожарного оборудования был разработан на основе испытаний, проводившихся при скорости снижения 300 узлов с убранными шасси и закрылками, тогда как руководство по лётной эксплуатации DC-6 предусматривает снижение при выпущенных закрылках и шасси со скоростью 160 узлов, на которой лётные испытания ещё не проводились.
10. В момент столкновения с землёй шасси были убраны, то есть, возможно, что самолёт выполнял снижение при скорости 300 узлов. Положение закрылков точно не определить из-за сильного разрушения конструкции.
11. После того, как углекислый газ проник в кабину, его концентрация быстро достигла опасных значений.
12. Из-за того, что клапаны регулирования давления в салоне были закрыты, концентрация углекислого газа в кабине увеличилась, достигнув высоких значений, что оказывало физиологическое и токсическое воздействие на экипаж, из-за чего последний физически и психически уже не мог выполнять свои обязанности.

Причиной катастрофы была названа потеря экипажем дееспособности из-за отравления высокой концентрацией углекислого газа в кабине.

## Последствия
Катастрофа борта NC37506 привела к существенным подвижкам в рассмотрении вопросов о пожарной безопасности и действиях экипажа в данной ситуации, в том числе психологическим аспектам. Также была изменена противопожарная система самолётов DC-6 и усилена вентиляция кабины и салона. Претерпел изменения и сам порядок действий экипажа при аварийных ситуациях. Теперь пилотов обязали использовать кислородные маски всегда при чрезвычайных ситуациях, в том числе при задымлении, либо при возрастании концентрации углекислого газа.

### Комментарии
1. ↑  Проводился, возможно, в связи с модернизацией парка DC-6
2. ↑  Здесь и далее указано Североамериканское восточное время (EST)
3. ↑  В отчёте он указан как англ. Culpment